# Mesochorus perniciosus
Mesochorus perniciosus là một loài tò vò trong họ Ichneumonidae.